# 오크우드 프리미어 코엑스센터
오크우드 프리미어 코엑스센터(영어: Oakwood Premier COEX CENTER SEOUL)은 대한민국 서울특별시 강남구 봉은사로 524 (삼성동 159)에 위치하고 있다. 1996년에 착공하여 2000년에 완공하였고 2002년에 개관했다. 높이 118m, 지상 27층, 지하 6층이다. 건원건축이 설계하였다. 오크우드 모집이 있었다.

## 역사
1996년에 착공하여 2000년 10월에 완공하였고 2001년 외국인을 위한 주거용 호텔을 첫 개장할 예정이라고 한다. 12월 소프트 오프닝이 있었다. 2002년 2월 27일에 개관했다. 2008년 클럽 보수하고 명칭 변경했고 2010년 외국인 숙소 유치했다. 2012년 3월 국제 행사 등 개최 및 객실 보수다.

## 높이
높이 118m이다. 완공 당시 강남구에서 가장 높은 호텔이 되었다. 2000년대 ~ 2010년대 당시 강남구에서 가장 높은 호텔은 이 호텔을 가리킨다. 현재 코엑스 주변에 있는 높은 호텔이다. 1999년에 완공된 인터컨티넨탈 서울 코엑스(30층, 112m)보다 높다. 층수는 이 호텔보다 낮다.

## 특징
호텔 오픈 후 외국인 방문객이 증가했다. 호텔식 주거용 아파트다. 총 279개의 객실은 14평 ~ 58평이고 최고급 VIP 객실은 120평이다. 객실은 수페리어와 프리미어가 있다. 프리미어는 1베드룸부터 4베드룸까지 있다. 2층에는 컨벤션 별관 이동료가 있다. 지하에는 오크우드몰이 있다. 외국인 전용 호텔으로 사용한 적이 있다.

## 내부 시설
오크우드 프리미어 코엑스센터의 내부 시설이다.
| 층수                | 시설                     |
| ------------------- | ------------------------ |
| 7층 ~ 26층          | 호텔                     |
| 6층                 | 호텔 등                  |
| 5층                 | 연회장 등                |
| 4층                 | 오락 시설                |
| 3층                 | 마쯔가제 등              |
| 2층                 | 하나은행 무역센터지점 등 |
| 1층                 | 로비 등                  |
| 지하 2층 ~ 지하 1층 | 오크우드몰               |
| 지하 4층 ~ 지하 3층 | 지하주차장               |

## 같이 보기
- 대한민국의 호텔 목록
- 서울 강남구의 마천루 목록